# Cagliarese
Cagliarese (anche callaresito) è una serie di monete battute a Cagliari.
Il primo cagliarese di biglione, del peso di 0,80 g, fu emesso da Ferdinando il Cattolico con il valore di due denari.
Nel XVI secolo, con Carlo II divenne di rame.
Dopo il passaggio della corona di Sardegna ai Savoia la moneta fu battuta fino al 1813.

## Vittorio Amedeo II
Vittorio Amedeo II (1718-1730), che aveva ottenuto la corona del Regno di Sardegna con il trattato firmato a L'Aia nel 1720, emise le monete di rame da 1 e da 3 cagliaresi.
La prima pesava 2,35 g ed aveva un diametro di 19 mm, mentre la seconda pesava 6,75 g e il diametro era di 24 mm. Entrambe presentavano al dritto l'effigie del nuovo re volto verso destra ed intorno la scritta VIC AM D G REX SAR CYP ET IER (Vittorio Amedeo per grazia di Dio re di Sardegna, Cipro e Gerusalemme), mentre al rovescio c'era la croce tra le teste dei quattro mori ed intorno la scritta DVX SAB ET MONTISF PRINC PED (duca di Savoia e Monferrato, principe di Piemonte). La moneta da tre cagliaresi recava anche l'indicazione del valore (3 C) ai lati del busto.
Le monete affiancavano le monete d'argento: il quarto di scudo sardo che valeva 2½ reali, il reale ed il mezzo reale dal peso rispettivamente di 5,89, 2,25, e 1,15 g al titolo di 917/1000.

## Carlo Emanuele III
Carlo Emanuele III (1730-1773) inizialmente emise, per la Sardegna, monete uguali a quelle del padre, con l'aggiunta del mezzo cagliarese di rame.
In seguito alla riforma del 1754 fu emesso un nuovo cagliarese di rame, del peso di circa 2,34 g e del diametro di 18 mm. Questa moneta presentava al dritto la croce con i quattro mori ed intorno la scritta CAR EM D G REX SAR (Carlo Emanuele per grazia di Dio re di Sardegna), mentre a rovescio era raffigurato il nodo Savoia tra rami di palma. Al cagliarese erano affiancate sia monete d'oro che d'argento. 
Le prime erano: carlino da 5 doppiette (16 g), mezzo carlino (8 g) e doppietta (3,21 g), tutte al titolo di 891/1000.
Le monete d'argento erano lo scudo da 10 reali (23,58 g all'895/1000), il mezzo scudo da 11,8 g, il quarto di scudo, il reale di mistura da 3,28 g al 500/1000, il mezzo reale da 2,73 g al 292/1000 ed il soldo da 2,235 g al 146/1000.

## Vittorio Amedeo III
Vittorio Amedeo III (1773-1796) mantenne per la Sardegna la monetazione dal padre Carlo Emanuele incentrata su un carlino d'oro da circa 16 g e sullo scudo sardo da 23,59 g
La moneta da un cagliarese era di rame, pesava 2,341 g ed aveva un diametro di 17 mm.
I tipi erano gli stessi di Carlo Emanuele III: 
- al dritto la croce con i quattro mori ed intorno la scritta VIC AM D G REX SAR (Vittorio Amedeo per grazia di Dio re di Sardegna);
- al rovescio era raffigurato il nodo Savoia tra rami di palma.

## Carlo Emanuele IV
Carlo Emanuele IV (1796-1802) non emise nessuna moneta con questa denominazione

## Vittorio Emanuele I
Vittorio Emanuele I emise una moneta da 3 cagliaresi (½ soldo) senza indicazione della data, ma emessa probabilmente nel 1813, quando si dovette ritirare in Sardegna mentre il Piemonte era stato annesso all'Impero francese.
La moneta fu coniata alla zecca di Cagliari, il peso era in media di 5 g ma poteva variare molto. Il diametro era di 23 mm circa.
I tipi:
- al diritto l'arma sarda, cioè la croce con i quattro mori, con lo stemma dei Savoia sovrapposto;
- al rovescio l'indicazione del valore "CAGLIARESI TRE", su due righe.

Esiste anche un unicum da 1 cagliarese conservato al museo di Torino, di cui però non esiste traccia nel decreto di emissione che parla solo della moneta da tre cagliaresi.
Nel 1821 il regno di Sardegna adottò la monetazione decimale e quindi i cagliaresi non furono più battuti.